# Immunoterapia
Immunoterapia – zbiór metod polegających na modyfikacji czynności układu odpornościowego. Obejmuje:
- immunosupresję
- immunorekonstrukcję
- immunostymulację

Stosuje się je między innymi w leczeniu nowotworów, chorób autoimmunologicznych i transplantologii.
Immunoterapię dzieli się na:
- lokalną (dotyczy jednej części ciała)
- całościową (dotyczy całego ciała; np. zastosowanie interferonu-alfa oraz genu interleukin-2 IL-2)

lub:
- niespecyficzną tzw. immunoterapia nieswoista (stymuluje się system odpornościowy chorego do ogólnie lepszego działania)
- celowaną tzw. immunoterapia swoista (nakierowana na konkretny rodzaj komórek, które mają być zwalczane – z wykorzystaniem przeciwciał monoklonalnych lub "szczepionek"